# De Motte (Indiana)
De Motte es un pueblo ubicado en el condado de Jasper en el estado estadounidense de Indiana. En el Censo de 2010 tenía una población de 3814 habitantes y una densidad poblacional de 407,69 personas por km².

## Geografía
De Motte se encuentra ubicado en las coordenadas 41°11′57″N 87°11′44″O / 41.19917, -87.19556. Según la Oficina del Censo de los Estados Unidos, De Motte tiene una superficie total de 9.36 km², de la cual 9.35 km² corresponden a tierra firme y (0.08%) 0.01 km² es agua.

## Demografía
Según el censo de 2010, había 3814 personas residiendo en De Motte. La densidad de población era de 407,69 hab./km². De los 3814 habitantes, De Motte estaba compuesto por el 96.17% blancos, el 0.45% eran afroamericanos, el 0.26% eran amerindios, el 0.39% eran asiáticos, el 0% eran isleños del Pacífico, el 1.44% eran de otras razas y el 1.28% pertenecían a dos o más razas. Del total de la población el 4.67% eran hispanos o latinos de cualquier raza.